# Ghiacciaio Frostman
Il ghiacciaio Frostman (in inglese Frostman Glacier) è un ghiacciaio lungo circa 24 km situato sulla costa di Ruppert, nella parte occidentale della Terra di Marie Byrd, in Antartide. Il ghiacciaio, il cui punto più alto si trova 248 m s.l.m., fluisce in direzione nord fino ad entrare nell'area meridionale della baia di Hull, poco a ovest delle scogliere Konter.

## Storia
Il ghiacciaio Frostman è stato mappato dallo United States Geological Survey grazie a ricognizioni terrestri dello stesso USGS e a fotografie aeree scattate dalla marina militare statunitense nel periodo 1959-1965; esso è stato poi così battezzato dal Comitato consultivo dei nomi antartici in onore di O. Frostman, meteorologo di base alla stazione Altopiano nel 1968.